# Иън Пиърс
Иън Пиърс (на английски: Iain Pears) е английски изкуствовед, историк и писател на произведения в жанра исторически криминален роман.

## Биография и творчество
Роден е на 8 август 1955 г. в Ковънтри, Англия, в семейството на Джордж Дерик Круши, индустриалец, и Бети Мичъл Прудфут, магистратка. Завършва през 1977 г. с бакалавърска степен и през 1979 г. с магистърска степен Уедхем Колидж на Оксфордския университет. През 1982 г. получава докторска степен по философия от Уолфсон Колидж на Оксфордския университет.
След дипломирането си в периода 1983 – 1984 г. е кореспондент на „Ройтерс“ в Рим, в периода 1984 – 1987 г. е корпоративен и банков кореспондент на Би Би Си, „Канал 4“ и ZDF в Лондон.
В периода 1987 – 1988 г. прави допълнителен докторат в Йейлския университет със стипендия на Гети за изкуство и хуманитарни науки. На 7 януари 1985 г. се жени за Рут Харис, историчка и преподавателка.
През 1988 г. е издадена документалната му книга The Discovery of Painting. През 1990 г. е публикуван първият му роман The Raphael Affair от криминалната поредица „Джонатан Аргил“. Главният герой е специалист по история на изкуството и разследва като детектив със сътрудниците си криминални случаи свързани с известни произведения. Става известен през 1997 г. с романа си An Instance of the Fingerpost, в който се разследва съмнителната смърт на Роберт Гроув, сътрудник на Ню Колидж.
През 2015 г. е издаден романът му „Aркадия“. Първоначално е предвидено да е приложение за iPhone, като в него се преплитат няколко сюжетни линии под формата на паралелни реалности, а потребителят да може да избира от кой свят да започне и да завърши четенето. Впоследствие се налага печатната версия. Главната героиня е 15-годишната Роузи, дъщеря на професор от Оксфорд, която открива портал към друг свят и се впуска в необикновени приключения.
За произведенията на писателя са характерни експериментите с езика и формата на повествованието.
Иън Пиърс живее със семейството си в Оксфорд.

## Произведения

### Самостоятелни романи
- An Instance of the Fingerpost (1997)
Пръстът, който те сочи, изд.: Orange Books, София (2017), прев. Надя Баева
- The Dream of Scipio (2002)
- The Portrait (2005)
- Stone's Fall (2009)
- Arcadia (2015)
Аркадия, изд.: Orange Books, София (2016), прев. Гергана Минкова

### Серия „Джонатан Аргил“ (Jonathan Argyll)
1. The Raphael Affair (1990)
2. The Titian Committee (1991)
3. The Bernini Bust (1992)
4. The Last Judgement (1993)
5. Giotto's Hand (1994)
6. Death and Restoration (1996)
7. The Immaculate Deception (2000)

### Документалистика
- The Discovery of Painting (1988)